# Weinviertel

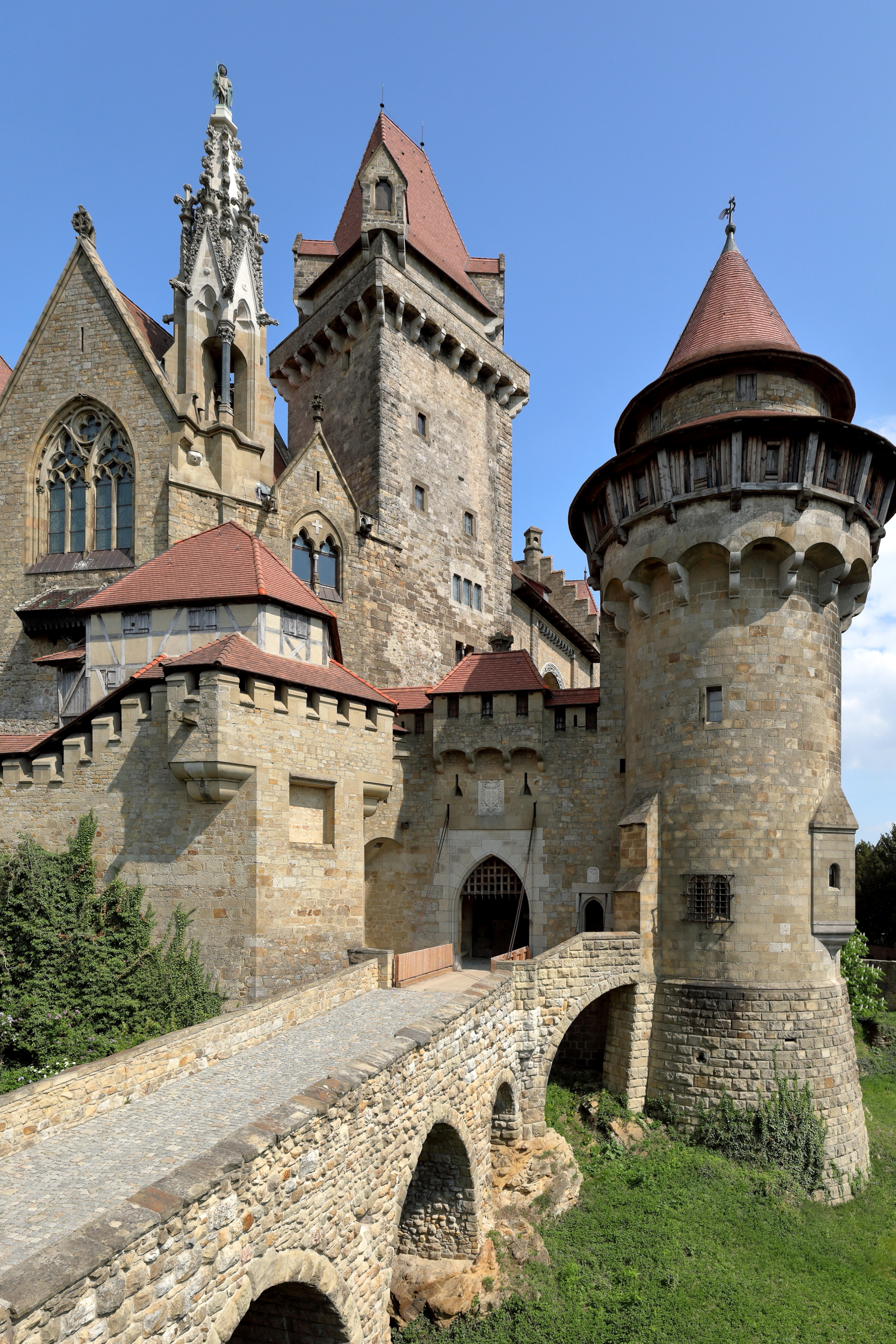
Hlavní brána hradu Kreuzenstein

Weinviertel (česky Vinná čtvrť) je historický a kulturní region na severovýchodě Dolního Rakouska, hraničící s Českem (na severu) a Slovenskem (na východě). Jeho okrajovou součástí je i Moravské pole. Na západě sousedí s Lesní čtvrtí, na jihozápadě s Moštovou čtvrtí, na jihu s Vídní a na jihovýchodě s Průmyslovou čtvrtí.

## Geografie
Ze severu, východu a jihu ohraničují Weinviertel údolí řek Dyje, Moravy a Dunaje. Západní hranici tvoří masiv Manhartsberg, výspa České vysočiny, jejíž rakouská část se nazývá Granit- und Gneishochland (Žulovo-rulová vrchovina).
Vnitrozemí regionu vyplňuje pahorkatina Weinviertler Hügelland (zvaná též Waschbergzone – patří sem Rohrwald, Leiser Berge s nejvyšším Buschbergem (491 m), Staatzer Klippe a Falkensteiner Berge). Geomorfologicky patří tato oblast pod Vněkarpatské sníženiny Západních Karpat. Na západ od Waschbergzone leží Molassezone s mírnými pahorky a širokými kotlinami. Na východ od Waschbergzone zasahuje Vídeňská pánev (nížina Moravského pole).

## Správní členění
Weinviertel není v současnosti správní jednotkou Dolního Rakouska a jeho hranice neodpovídají přesně hranicím okresů (Bezirke). S výjimkou okresu Tulln (rozpůleného mezi Weinviertel a Mostviertel) jsou však odchylky od správních hranic malé, takže lze říci, že sem patří následující okresy:
- Gänserndorf
- Hollabrunn
- Korneuburg
- Mistelbach
- Soudní okres Kirchberg am Wagram okresu Tulln

Weinviertel také existuje jako statistická jednotka NUTS-3 s kódem AT125. Tato jednotka ale nepokrývá celý Weinviertel v běžném smyslu a ani ona nedodržuje hranice okresů. Weinviertel je víceméně pokryt statistickými jednotkami AT125 (Weinviertel) a AT126 (Wiener Umland-Nordteil).

## Vinařská oblast Weinviertel

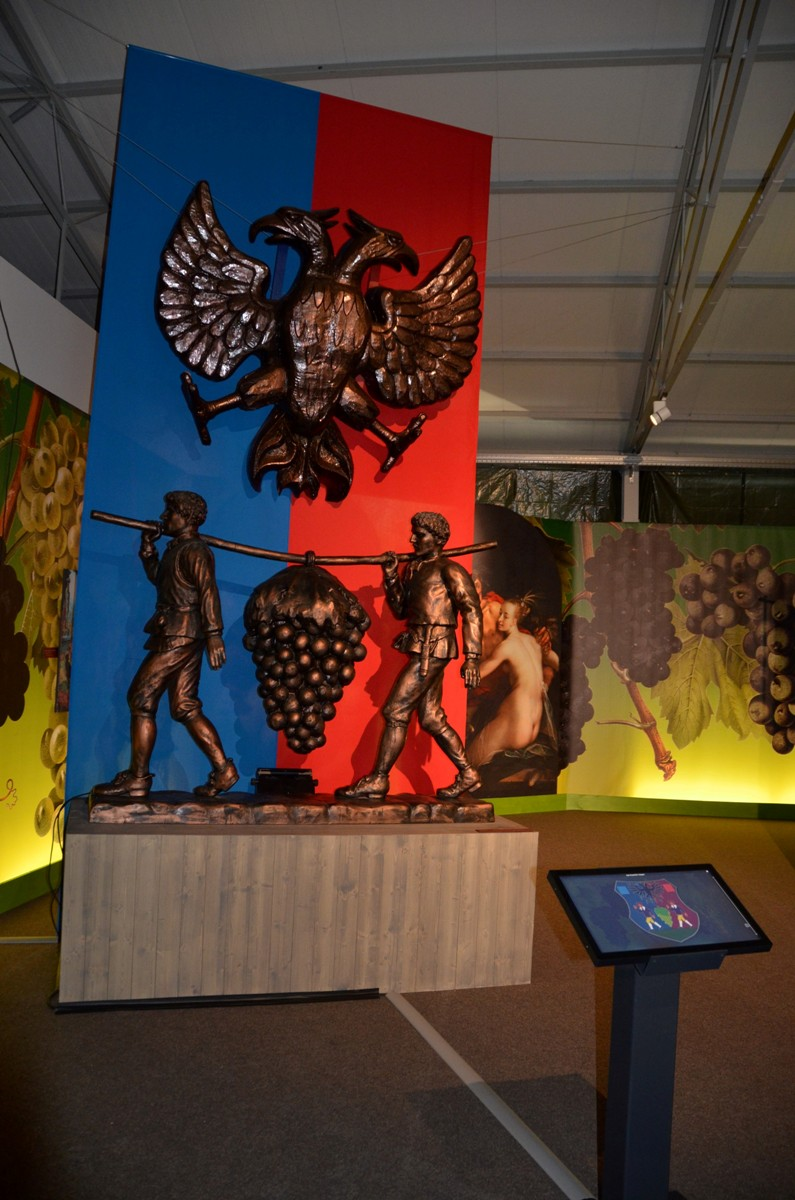
Vino Versum Poysdorf

Oblast Weinviertel je ta správná adresa pro milovníky vína, ale také pro ty, kteří si chtějí odpočinout od stresujícího velkoměstského života.
Není náhoda, že Weinviertel má toto jméno. Zde, v největším vinařském regionu Rakouska, se totiž točí téměř všechno kolem vína, této ušlechtilé šťávy z hroznů. Na více než 16 500 hektarech se vyrobí třetina všech rakouských vín. Zrají tu do té nejlepší podoby nejen Veltlínské zelené jako typická odrůda regionu s pepřovým nádechem, ale také elegantní Chardonnay a Rulandské bílé. Pěstují se zde také výtečná červená vína, jako jsou Zweigeltrebe a Modrý Portugal.
Podél 400 km dlouhé vinařské cesty Weinstraße Weinviertel lze nalézt bezpočet vinařství, kde lze tento mok ochutnat.
Tato cesta se dělí do tří úseků:
1. Západní – Westliches Weinviertel s metropolí vína, městem Retz, mezi Manhartsbergem a Leiser Bergen;
2. Veltliner Land (země Veltlínského) kolem vinařských center Poysdorf, Falkenstein a Herrnbaumgarten;
3. Jižní – Südliches Weinviertel, kde trasa končí v Langenzersdorfu, Bismabergu a Hagenbrunnu a bezprostředně navazuje na vinařskou oblast na severu Vídně.

Se zavedením označení DAC (Districtus Austriae Controllatus) přistoupila oblast Weinviertel jako první v Rakousku k vyznačení původu a odrůdy vína. Typickou odrůdou je Weinviertel (Veltlínské zelené) se svým pepřovým nádechem (Pfefferl), suché víno s kořenně ovocnou chutí a vysokou kvalitou, které nyní může hrdě označit svůj původ Weinviertel DAC.